# 牛思任
牛思任，直隶静海人，清朝政治人物、进士出身。
康熙五十四，乙未科殿試，登进士三甲，授江西南城縣知縣。